# 辛辛那提联合车站

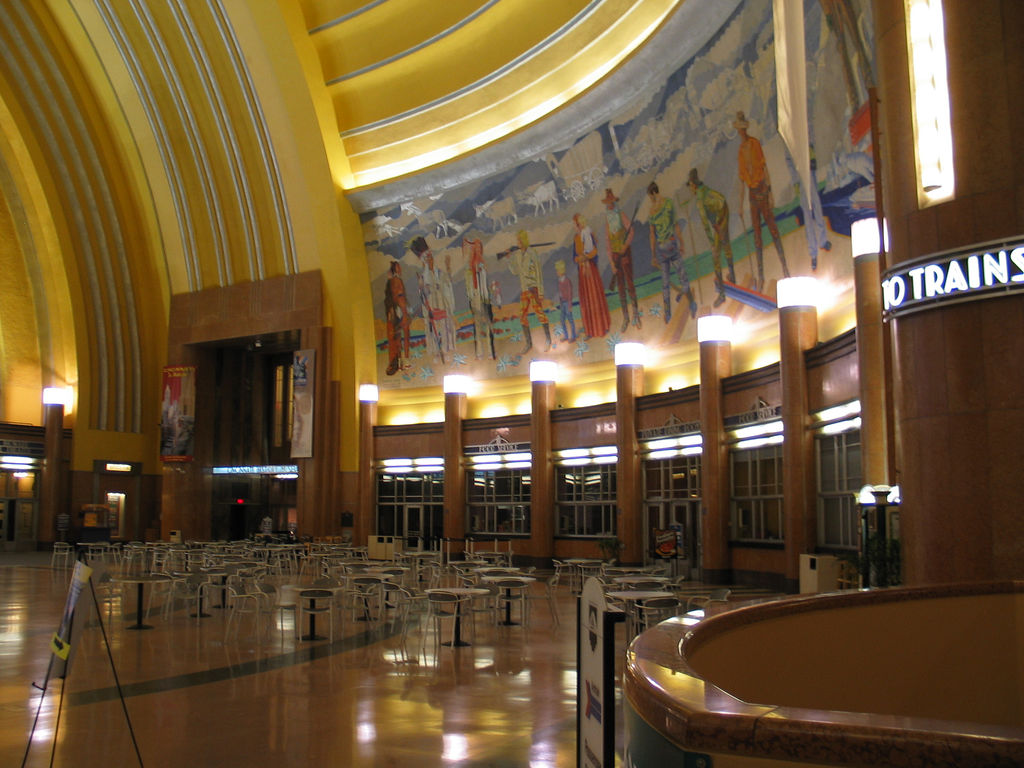
壁画

辛辛那提联合总站（英語：Cincinnati Union Terminal），是一个火车客运站，位于美国俄亥俄州辛辛那提的王后门（Queensgate）街区，西大道（Western Avenue）1301号。
在19世纪末、20世纪初，辛辛那提曾是东北部、中西部与南部之间重要的铁路中转枢纽，市中心不少于5个车站，经过漫长的协商过程，在1928年，7条铁路（巴尔的摩-俄亥俄铁路、切萨皮克-俄亥俄铁路、克利夫兰，辛辛那提，芝加哥和圣路易斯铁路、路易斯维尔-纳什维尔铁路、诺福克-西部铁路、宾夕法尼亚铁路和南方铁路）在西区新建联合车站。1931年开工建造，1933年3月31日该站正式开通。该项目的总成本为4150万美元。在铁路客运的鼎盛时期，联合车站具有每天到发108对列车的能力。
该建筑为艺术装饰风格，拥有西半球最大的半圆顶，宽180英尺，高106英尺。德国艺术家赖斯设计两幅描绘辛辛那提历史的壁画，以及14幅描绘当地产业的壁画（钢琴制造、无线电广播、屋顶制造、制革、飞机和零部件制造、油墨制造、洗衣机制造、肉类包装、药物和化学处理、印刷及出版、铣床、钢板制造、制皂、机床制造），许多壁画现已迁移至辛辛那提/北肯塔基国际机场。
在1950年代和1960年代的铁路运输衰退以后，1972年10月29日，该车站遭废弃，1973年5月15日，辛辛那提市议会的城市发展与规划委员会投票将联合车站指定为保护古迹，阻止南方铁路拆除整个建筑。此后该建筑的大部分改为其他用途，1980年改为Land of OZ购物中心，1990年开设博物馆中心，包括辛辛那提历史博物馆、自然史与科学博物馆、罗伯特D.林德纳家族全天域电影院、辛辛那提历史学会图书馆、杜克能源儿童博物馆和辛辛那提铁路俱乐部。目前乘客一年有14,228人，平均每天有40名乘客。

## 流行文化
辛辛那提聯合總站為正義大廳外觀的主體參考，正義大廳是虛構超級英雄組織正義聯盟的總部，出現於DC漫畫的漫畫及電視節目等不同媒體中。